# Hystrix africaeaustralis
Porc-épic du Cap, Porc-épic d'Afrique, Porc-épic d'Afrique du Sud
Espèce
Statut de conservation UICN

 LC  : Préoccupation mineure
Le Porc-épic du Cap (Hystrix africaeaustralis) est une espèce de mammifères rongeurs de la famille des Hystricidae. C'est un porc-épic qui est largement répandu dans le sud de l'Afrique.

## Dénominations
- Nom scientifique valide : Hystrix africaeaustralis Peters, 1852[1] ou, avec le sous-genre, Hystrix (Hystrix) africaeaustralis Peters, 1852[2].
- Noms vulgaires (vulgarisation scientifique) ou noms vernaculaires (langage courant) en français : Porc-épic du Cap[3], Porc-épic d'Afrique[4] ou Porc-épic d'Afrique du Sud[3]. En anglais Cape Porcupine[5].

## Description
Comme tous les porcs-épics, c'est un animal dont le corps porte des poils qui deviennent par endroits des piquants plus ou moins forts.

### Comportement
De mœurs nocturnes, c'est un animal terrestre rongeur et territorial qui vit en groupe familial, mais il est plutôt solitaire pour rechercher sa nourriture. Le Porc-épic du Cap est monogame et vit la plupart du temps en couple, entouré de plusieurs générations de jeunes.

#### Reproduction
La femelle ne met bas qu'une fois par an, après une gestation de 93 à 94 jours. La portée comprend entre un et trois petits, qu'elle allaite puisque c'est un mammifère. 

### Habitat et répartition
On le rencontre dans de nombreux pays du sud de l'Afrique, à partir du sud du Kenya, de l'Ouganda ou du Congo, jusqu'en Afrique du Sud.
L'espèce est peu difficile sur le type de végétation, bien qu'elle évite la forêt. Durant le jour, ce gros rongeur se cache dans des trous, comme les crevasses des rochers ou les terriers abandonnés par l'Oryctérope du Cap (Orycteropus afer), mais il est aussi capable de creuser lui-même un terrier, notamment chez les populations à l'est de l'Afrique.

## Classification
Cette espèce a été décrite pour la première fois en 1852 par le zoologiste allemand Wilhelm Peters (1815-1883). 

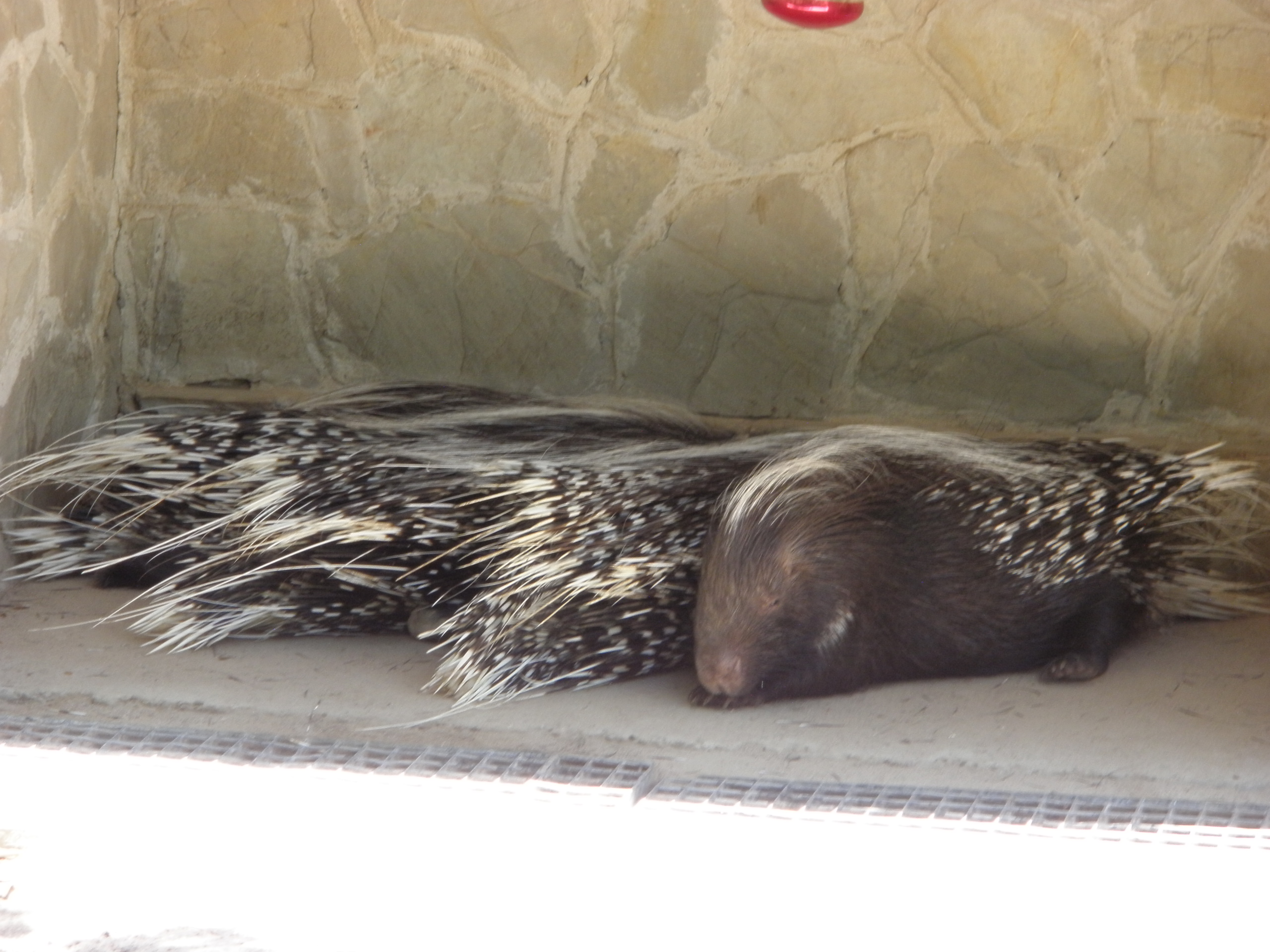
Porcs-épics du Cap en captivité dans un zoo d'Andalousie, en Espagne.

### Liste des sous-espèces
Selon Mammal Species of the World (version 3, 2005)  (15 mai 2014) :
- sous-espèce Hystrix africaeaustralis africaeaustralis
- sous-espèce Hystrix africaeaustralis zuluensis

## Statut de conservation
Bien qu'étant un gibier très recherché dans certaines régions, l'espèce reste malgré cela globalement stable selon l'Union internationale pour la conservation de la nature (IUCN) et n'était pas menacée d'extinction en 2008. 